# Comparative Study of Electoral Systems
 (mai 2018).
Si vous disposez d'ouvrages ou d'articles de référence ou si vous connaissez des sites web de qualité traitant du thème abordé ici, merci de compléter l'article en donnant les références utiles à sa vérifiabilité et en les liant à la section « Notes et références ».
 (juin 2018).
Le Comparative Study of Electoral Systems (CSES) (Comparative Study of Electoral Systems – CSES) est un projet scientifique commun aux enquêtes électorales nationales basées partout dans le monde. Les scientifiques des pays participants intègrent un module de questions du projet dans leurs enquêtes postélectorales. Les données qui en découlent sont fusionnées dans des bases comprenant réponses aux questions posées, les informations démographiques décrivant les répondants, les résultats électoraux et les variables de niveau de circonscription électorale, ainsi que de niveau national (macro). Ceci permet une analyse comparative du comportement électoral dans une perspective multiniveau.
CSES est accessible gratuitement au public. Il est géré par le secrétariat du CSES, une coopération entre le Centre d’études politiques de l’Université du Michigan l’Université du Michigan et GESIS – Institut Leibniz pour les Sciences Sociales.

## Objectifs et contenus de l’enquête
Le projet du CSES a été fondé en 1994 avec deux objectifs principaux. Premièrement, il aspire à lancer et promouvoir la coopération internationale entre enquêtes électorales nationales. Le deuxième objectif est recherche comparative sur les institutions politiques, notamment les systèmes électoraux et leurs effets sur les attitudes et le comportement électoral.
Les données comprennent des variables sur trois niveaux. Les microvariables qui contiennent les réponses des personnes interrogées des enquêtes postélectorales constituent le premier niveau. Le deuxième représente les informations sur les résultats électoraux(jusqu’au niveau de la circonscription du répondant à l’enquête). Le troisième niveau comprend les macrovariables qui contiennent les informations sur le contexte national, du système électoral aux données agrégées comme les indicateurs macroéconomiques ou les indices de qualité de la démocratie. Cette structure de données emboitées permet des analyses multiniveaux. Ces données comparatives sont publiées tous les cinq ans, avec des versions provisoires dans l’intervalle.
Tous les cinq ans, le comité de planification de CSES développe un nouveau module thématique pour la prochaine édition de l’enquête. 
Toutes les variables des modules sont proposées dans un tableau récapitulatif sur la page d’accueil de CSES.

## Accès aux données
Les données du CSES sont publiques et accessibles gratuitement. Elles sont publiées sans embargo temporel et sont, par conséquent, disponibles simultanément pour tous les chercheurs et le grand public. Les données sont disponibles en plusieurs formats incluant les formats statistiques utilisés le plus souvent comme Stata, SPSS, SAS et R. On peut les télécharger de la page d’accueil de CSES aussi bien que du catalogue de la base de données du GESIS. On peut y accéder également en utilisant ZACAT, l’outil d’analyse en ligne du GESIS. 

## Structure organisationnelle et financement

### Secrétariat du CSES
Le secrétariat du CSES coordonne le projet en coopération avec les chercheurs porteurs des enquêtes électorales nationales. Les collaborateurs du CSES sont employés au GESIS – Institut de Leibniz pour les Sciences Sociales et à l’Université du Michigan à Ann-Arbor (États-Unis). Le secrétariat du CSES est responsable pour l’intégration de données et l’harmonisation des enquêtes dans le jeu de données global. Il a également pour mission d’enrichir ces données d’enquêtes par des données sur les circonscriptions électorales et les données macros. Il organise enfin la documentation des données et le contrôle de leur qualité. Enfin, le secrétariat anime la valorisation du projet grâce à son site web, en restant en contact avec l’ensemble des interlocuteurs et en recherchant des nouveaux mais également en organisant les conférences et les réunions du projet. 

### Comité de la Planification, chercheurs porteurs et séance plénière du CSES
Le comité de la planification, une association internationale d’experts scientifiques en science politique, en sociologie et en méthodologie d’enquête, est responsable de la planification scientifique, de la conception des études et du développement du questionnaire. Ce comité est désigné avant chaque début de nouveau module d’étude. La communauté d’utilisateurs propose les nouveaux membres de ce comité qui doivent être ensuite approuvés en séance plénière. Les chercheurs porteurs des enquêtes électorales nationales sont constitués en séance plénière. Participent à cette séance les chercheurs désignés par les enquêtes électorales nationales qui participent au CSES. Les personnes en dehors du comité de la planification peuvent également proposer des idées pour les nouveaux modules d’études. Sur le site Web du CSES, on peut y trouver plus d‘informations sur le comité de la planification, ses membres et le travail des comités anciens. Il existe aussi une liste des chercheurs nationaux travaillant pour le projet du CSES sur ce site Web.

### Financement et Soutien
Le travail du secréterait du CSES est financé par la Fondation nationale pour la science des États-Unis, le GESIS – Institut Leibniz pour les Sciences Sociales et le Centre d’études politiques de l’Université du Michigan. Le projet est également soutenu par les études électorales participantes et ainsi que les autres organisations planifiant les réunions de projet ou les conférences. Le projet est également directement ou indirectement soutenu par les organisations participant au financement et à l’organisation des enquêtes électorales nationales.

## Prix GESIS-Klingemann
Chaque année, le meilleur travail de recherche scientifique (article, livre, thèse ou autre travail scientifique) de l’année précédente est récompensé par le prix GESIS-Klingemann. Le GESIS – Institut Leibniz pour les Sciences Sociales décerne le prix en hommage au Professeur Dr Hans-Dieter Klingemann, politologue de renommée internationale et un des pères fondateurs du CSES. Les travaux nommés pour le prix doivent utiliser principalement les données du CSES dans leurs analyses et doivent être publiés (en ligne ou version papier) dans l’année avant la remise du prix.

## Détails complémentaires
On peut trouver des détails complémentaires sur le site Web du CSES. Le compte Twitter (@csestweets) et la page Facebook du projet vous informent de toutes les actualités. En plus, le blog du CSES fournit des aperçus du projet, des chercheurs qui y participent ou des travaux qui l’utilisent. . Vous trouverez aussi sur ces comptes des informations sur les développements actuels des enquêtes, sur les nouveautés du projet et de la science politique comparée en général.